# Kids of 88
Kids of 88, bildat 2009 i Auckland, är en nyzeeländsk musikgrupp som består av de två medlemmarna Jordan Arts och Sam McCarthy.

## Karriär
Arts och McCarthy har känt varandra i mer än tio år och gick på St Peter's College tillsammans. De startade ett band tillsammans med namnet Incursa och år 2004 vann de den årliga musiktävlingen Smokefreerockquest. I april 2010 skrev de på ett skivkontrakt med Sony Music.
De hade själva släppt sin debutsingel "My House" redan 2009 och låten är än idag deras mest framgångsrika då den nådde tredje plats på den nyzeeländska singellistan. Framgången fortsatte år 2010 då Sony gav ut deras debutalbum Sugarpills och singeln "Just a Little Bit" i augusti. Albumet nådde andra plats på landets albumlista och singeln låg tjugo veckor på singellistan. Vid New Zealand Music Awards år 2010 vann "Just a Little Bit" både priset för "årets singel" och priset för "bästa musikvideo". Den tillhörande videon till låten hade i mars 2013 visats nästan en halv miljon gånger på Youtube. Fler singlar gavs ut under slutet av 2010 och den 14 februari 2011 släpptes även EP-skivan Sugarpills EP. År 2012 kom gruppen tillbaka med Modern Love, ett andra studioalbum. Tre singlar från skivan gavs ut under året.

## Medlemmar
- Jordan Arts, född 1988, växte upp i förorten Onehunga.[12]
- Sam McCarthy, född 1988, växte upp i förorten Weymouth.[13]

## Diskografi

### Studioalbum
- 2010 – Sugarpills
- 2012 – Modern Love

### EP-skivor
- 2011 – Sugarpills EP

### Singlar
- 2009 – "My House"
- 2010 – "Just a Little Bit"
- 2010 – "Downtown"
- 2010 – "Sugarpills"
- 2012 – "Tucan"
- 2012 – "LaLa"
- 2012 – "The Drug"